# Istočnofidžijski jezici
Istočnofidžijski jezici, podskupina istočnofidžijskih-polinezijskih jezika koji se govore na Fidžiju i još nekim drugim državama (Nauru, Novi Zeland, SAD, Vanuatu). Sastoji se od  (4) jezika s ukupno preko 355.000 govornika, to su: fidžijski [fij] (336,960); gone dau [goo] (690; 2000); lauan [llx] (16,000; Geraghty 1981); lomaiviti [lmv] (1,630; 2000).
Istočnofidžjijski i polinezijski jezici sačinjavaju širu istočnofidžijsku-polinezijsku skupinu koja je dio centralnopacifičkih jezika.

## Vanjske poveznice
- Ethnologue (14th)
- Ethnologue (15th)